# Enrico Tazzoli (1935)
«Енріко Таццолі» (італ. Enrico Tazzoli) — військовий корабель, великий підводний човен типу «Кальві» Королівських ВМС Італії за часів Другої світової війни.
«Енріко Таццолі» був закладений 16 вересня 1932 року на верфі компанії Oderno-Terni-Orlando у Ла-Спеції. 13 жовтня 1935 року він був спущений на воду, а 18 квітня 1936 року увійшов до складу Королівських ВМС Італії.
«Енріко Таццолі» здійснив 11 бойових походів, потопивши 18 суден (96 650 GRT). Він став другим за результативністю найуспішнішим підводним човном Італії в Другій світовій війні після «Леонардо да Вінчі», а його командир, капітан фрегата Карло Феча ді Коссато, відповідно другий після Джанфранко Гаццана Пріароджа італійський підводник часів у роки війни.

## Історія служби
На початку Другої світової війни «Таццолі» під командуванням капітана фрегата Карло Феча ді Коссато входив до групи з п'яти підводних човнів, до складу якої, крім нього входили «Глауко» «Тоті», «Лоренцо Марчелло» та «Медуза», які діяли разом поблизу алжирського та туніського узбережжя із завданням перехоплення французьких та англійських транспортів під час їхнього руху з Гібралтару.
У вересні 1940 року до французького Бордо на базу BETASOM почали прибувати італійські підводні човни, яких скоро стало 27, котрі незабаром приєдналися до німецьких підводних човнів у полюванні на судноплавство союзників; поступово їхнє число збільшиться до 32. Вони внесли вагомий внесок у битву за Атлантику, не дивлячись на те, що командувач підводним флотом ВМС Німеччини адмірал Карл Деніц відгукнувся про італійських підводників: «недостатньо дисципліновані» і «не в змозі залишатися спокійним перед обличчям ворога».
16 березня 1942 року до операції «Нойланд», яка проводилася Крігсмаріне в Карибському морі, приєдналися п'ять італійських підводних човнів, які діяли переважно на атлантичних підходах до Малих Антильських островів. «Морозіні» потопив Stangarth, Oscilla і Peder Bogen. ПЧ «Енріко Таццолі» знищив Cygnet і нафтовий танкер Athelqueen. «Джезеппе Фінчі» торпедував Skane, Melpomere і Charles Racine. «Леонардо да Вінчі» — Everasma і нейтральний бразильський Cabadelo. «Луїджі Тореллі» потопив Scottish Star і Esso Copenhagen.